# Corona islandesa
La corona (en islandés króna, pl. krónur) es la moneda oficial de Islandia. Se divide en 100 aurar (sing. eyrir) aunque esta división no se utiliza. Normalmente se abrevia como "kr." y su código ISO 4217 es ISK.

## Historia

### Primera corona, 1874-1981
En 1874 se introdujo por primera vez la corona danesa para sustituir la primera divisa danesa, el rigsdaler. Ya en 1885, Islandia comenzó a emitir sus propios billetes.
Tras la disolución de la Unión Monetaria Escandinava con el comienzo de la Primera Guerra Mundial y la autonomía adquirida por parte de Dinamarca en 1918, la corona islandesa se separó de la danesa. Las primeras monedas se acuñaron en 1922.
Las primeras monedas islandesas se introdujeron en 1922 y consistían en denominaciones de 10 y 25 aurar. A estas le siguieron en 1925 otras monedas de 1 y 2 coronas, y en 1926 monedas de 1, 2 y 5 aurar. En 1946 los diseños de las monedas se vieron alterados para eliminar el monograma real de la monarquía danesa (CXR) tras la independencia de Islandia en 1944, momento en el que Dinamarca fue ocupada por las tropas nazis.
A comienzos de 1967, se introdujeron nuevas monedas debido a una considerable pérdida del valor de la corona. Ese mismo año se introdujeron las monedas de 10 coronas, seguidas de denominaciones de 50 aurar y 5 coronas en 1969, y 50 coronas en 1970.
Los primeros billetes se emitieron en 1885 a cargo del Landssjóð Íslands en denominaciones de 5, 10 y 50 coronas. En 1904, el  Íslands Banki (Banco de Islandia) asumió las competencias para emitir billetes e introdujo denominaciones de 100 coronas. En 1921, el Ríkissjóð Íslands empezó a emitir billetes de nuevo en denominaciones de 1, 5, 10 y 50 coronas.
En 1929, otro banco, el Landsbanki Íslands se hizo cargo de la emisión de billetes de 5 coronas y superiores, mientras que el Rikissjóð continuó emitiendo los billetes de 1 corona hasta 1947. El Landsbanki Íslands introdujo los billetes de 500 coronas en 1935, y en 1957 añadió los de 25 y 1000 coronas.
En 1961, el Seðlabanki Íslands se convirtió en el Banco Central de Islandia y empezó a emitir papel moneda, en denominaciones de 10, 25, 100, 500, 1000 y 5000 coronas.

### Segunda corona, 1981-
En 1981 la corona islandesa se revaluó en 100 coronas antiguas (código ISO 4217: ISJ) por una nueva corona.
Técnicamente, una corona todavía está dividida en 100 aurar, aunque en la práctica las monedas inferiores a 1 corona no han circulado desde hace años. En septiembre de 2002, Davíð Oddsson, primer ministro en aquel tiempo, firmó dos reglamentos decretando que todas las cantidades de dinero de facturas y reclamaciones financieras deberían permanecer y ser pagadas en coronas enteras, y todas las monedas inferiores a una corona serían retiradas de la circulación.
En 1981 se introdujeron monedas en denominaciones de cinco, diez, cincuenta aurar, una y cinco coronas, a las que siguieron monedas de diez coronas en 1984, cincuenta coronas en 1987 y cien coronas en 1995. Desde octubre de 2003, los bancos islandeses ya no aceptan las monedas de cinco, diez y cincuenta aurar.
| Denominación | Metal                      | Canto    | Diámetro (mm) | Peso (g) | Anverso | Reverso                |
| ------------ | -------------------------- | -------- | ------------- | -------- | --- | ---------------------- |
| 5 Aurar      | Cobre+Zinc                 | Liso     | 14,58         | 1,50     | FIMM AURAR - Águila o grifo ("Gammur"), figura mítica protectora del noroeste de Islandia - ÍSLAND - año de acuñación                    | 5 - Raya               |
| 10 Aurar     | Cobre+Zinc                 | Liso     | 17,00         | 2,00     | TÍU AURAR - Toro ("Griðungur"), figura mítica protectora del suroeste de Islandia - ÍSLAND - año de acuñación                            | 10 - Calamar           |
| 50 Aurar     | Cobre+Zinc                 | Liso     | 19,00         | 3,00     | FIMMTÍU AURAR - Dragón ("Dreki"), figura mítica protectora del noreste de Islandia - ÍSLAND - año de acuñación                           | 50 - Langostino        |
| 1 Corona     | Acero recubierto de Níquel | Estriado | 21,50         | 4,50     | EIN KRÓNA - Gigante rocoso ("Bergrisi"), figura mítica protectora del sureste de Islandia - ÍSLAND - año de acuñación                    | 1 KR - Bacalao         |
| 5 Coronas    | Acero recubierto de Níquel | Estriado | 24,50         | 6,50     | FIMM KRÓNUR - Toro, águila o grifo, dragón y gigante rocoso, figuras míticas protectoras de Islandia - ÍSLAND - año de acuñación         | 5 KR - Delfines        |
| 10 Coronas   | Acero recubierto de Níquel | Estriado | 27,50         | 8,00     | TÍU KRÓNUR - Toro, águila o grifo, dragón y gigante rocoso, figuras míticas protectoras de Islandia - ÍSLAND - año de acuñación          | 10 KR - Capelines      |
| 50 Coronas   | Níquel-Latón               | Estriado | 23,00         | 8,25     | FIMMTÍU KRÓNUR - Toro, águila o grifo, dragón y gigante rocoso, figuras míticas protectoras de Islandia - ÍSLAND - año de acuñación      | 50 KR - Cangrejo verde |
| 100 Coronas  | Níquel-Latón               | Estriado | 25,50         | 8,50     | EITT HUNDRAÐ KRÓNUR - Toro, águila o grifo, dragón y gigante rocoso, figuras míticas protectoras de Islandia - ÍSLAND - año de acuñación | 100 KR - Lumpo         |

Los billetes islandeses se imprimen con las fechas desde que tienen base legal. En 1981 se emitieron billetes de 10, 50, 100 y 500 coronas de acuerdo la ley de 20 de marzo de 1961. En 1984 se introdujeron los billetes de 1000 coronas, seguidos de los de 5000 coronas en 1986 sobre la base de la misma ley.
En 1994 se volvieron a emitir los billetes de 100, 500 y 1000 coronas sobre la base de la ley de 5 de mayo de 1986. Al año siguiente, se introdujo por primera vez un billetes de 2000 coronas, diferente en diseño a todos los demás.
El 22 de mayo de 2001 se introdujo una nueva serie con más cambios que mejoran la seguridad para prevenir la falsificación. Por ejemplo, a los billetes de 1000 y 5000 coronas se le añadieron bandas metálicas.
Los billetes inferiores a 100 coronas no circulan desde que el Banco Central los retiró del curso legal. En 2006, la mayoría de los billetes en circulación eran de 500, 1000 y 5000 coronas. Los billetes de 2000 coronas siguen circulando pero no son tan comunes, de hecho, son conocidos por los locales como «dinero de turistas». Su utilización nunca ha estado muy generalizada.
En 2014, se añadió el billete de 10 000 coronas a la circulación.
| Denominación  | Color predominante | Dimensiones | Anverso | Reverso |
| ------------- | ------------------ | ----------- | --- | --- |
| 10 coronas    | Azul               | 130 × 70 mm | 10 - TÍU KRÓNUR - Arngrímur Jónsson, «el sabio» - SEÐLABANKI ÍSLANDS | 10 - Antigua escena hogareña islandesa basada en una pintura de Auguste Mayer                                                                         |
| 50 coronas    | Marrón             | 135 × 70 mm | 50 - Fimmtíu Krónur - Guðbrandur Þorláksson - SEÐLABANKI ÍSLANDS | 50 - Tipógrafos - Pasaje de la Biblia de Guðbrandur con los tipos                                                                                     |
| 100 coronas   | Verde              | 140 × 70 mm | 100 - Eitt hundrað krónur - Árni Magnússon - SEÐLABANKI ÍSLANDS | 100 - Monje trabajando en un scriptorium |
| 500 coronas   | Rojo               | 145 × 70 mm | 500 - FIMM HUNDRUÐ KRÓNUR - Jón Sigurðsson - SEÐLABANKI ÍSLANDS | 500 - Jón Sigurðsson - Tapiz islandés - Escuela de Gramática en Reikiavik                                                                             |
| 1000 coronas  | Violeta            | 150 × 70 mm | 1000 - EITT ÞÚSUND KRÓNUR - Brynjólfur Sveinsson - SEÐLABANKI ÍSLANDS | 1000 - Iglesia Brynjólf en Skálholt |
| 2000 coronas  | Multicolor         | 150 × 70 mm | 2000 - TVÖ ÞÚSUND KRÓNUR - Jóhannes Kjarval y su obra "Dentro y Fuera" - SEÐLABANKI ÍSLANDS | 2000 - "Anhelando el Vuelo" y "Mujer y Flores" de Jóhannes Kjarval                                                                                    |
| 5000 coronas  | Verde y Azul       | 155 × 70 mm | 5000 - FIMM ÞÚSUND KRÓNUR - Ragnheiður Jónsdóttir - SEÐLABANKI ÍSLANDS | 5000 - Ragnheiður Jónsdóttir y dos alumnos - Tapiz islandés                                                                                           |
| 10000 coronas | Azul               | 162 × 70 mm | 10000 - TIU ÞÚSUND KRÓNUR - Jónas Hallgrímsson; contornos de las montañas Háafjall y Hraundrangi formados a partir de versos escritos por Hallgrímsson; patrón floral de la portada del periódico "Fjölnir;" poema manuscrito por Jónas Hallgrímsson "Ferðalok" ("El final del viaje"); Esquema topográfico de la montaña Skjaldbreiður. | 10000 - Chorlito y su cría; Esquema topográfico de la montaña Skjaldbreiður; Poema escrito a mano de Jónas "Fjallið Skjaldbreiður"; concha de vieira. |

## Emisión de moneda
La moneda islandesa es una de las monedas con menos volumen del mundo, controlada fuertemente por el Banco Central y con un alto grado de volatilidad no solo frente al dólar estadounidense o canadiense, sino frente a otras monedas de los países nórdicos y frente al euro. Por ejemplo, durante la primera mitad de 2006, 1 USD llegó a cambiarse entre 50 y 80 coronas.
Antes del colapso de la moneda islandesa en octubre de 2008, la corona se consideraba una moneda sobrevaluada. En julio de 2008, el precio de un Big Mac era de alrededor de 6 USD, en comparación con los 3,50 USD que costaba en Estados Unidos.
Por lo general, los turistas que llegan a Islandia no necesitan llevar mucha moneda física, ya que en la mayoría de los casos se acepta el pago electrónico. Además, es raro que se acepten otras divisas extranjeras, exceptuando el Aeropuerto Internacional de Keflavík.
En Islandia existe un alto nivel generalizado en tecnología. El país tiene por ejemplo, una de las tasas per cápita más alta del mundo en el uso de ordenadores. La saturación de la tecnología en Islandia ha tenido ramificaciones en su sistema monetario; un alto porcentaje de todas las transacciones en Islandia se llevan a cabo a través de medios electrónicos, como tarjetas de débito y crédito, así como transferencias en línea.
Además, el valor de los billetes es relativamente bajo, ya que el segundo billete de mayor denominación es el de 5000 coronas, lo que cuesta de media un menú diario para dos personas sin bebidas ni postre.

## Crisis financiera de 2008
En octubre de 2009, los efectos de la crisis global financiera de 2007 provocaron el mayor colapso en la historia del sistema bancario islandés. El valor de la corona se desplomó, y el 7 de octubre de 2008 el Banco Central de Islandia intentó fijar la corona a 131 ISK frente al euro. Esta tasa de cambio se abandonó al día siguiente. Más tarde la corona cayó a 340 ISK por euro antes de que se suspendiera el intercambio de la moneda.
Tras un periodo de tentativa, empezó a intercambiarse tímidamente la corona en el ámbito internacional, actividad que se esperaba que se recuperase durante noviembre de 2009, si bien es cierto, todavía con poca liquidez, ya que Islandia había obtenido un préstamo del FMI. Sin embargo en enero de 2009 la corona todavía no se cambiaba de forma regular, teniendo la tasa del Banco Central Europeo como referencia.
De manera similar la corona islandesa cayó frente al dólar estadounidense, desde las 50-80 ISK por dólar a las 110-115 ISK. A mediados de noviembre de 2009 siguió en la misma línea, cayendo a las 135 coronas por dólar. El 2 de abril de 2009, el valor se suspendió en el aire alrededor de los 119 ISK por dólar. Los altos precios para los turistas se vieron también arrastrados, por lo que se espera que se incremente la industria del turismo en Islandia.

## Islandia y eleuro
En teoría la adopción del euro tendría varias ventajas. Adoptar una moneda más fuerte ayudaría a evitar las turbulencias que rodean las especulaciones en los mercados financieros internacionales. Además, los economistas islandeses enumeraron varios argumentos en favor del euro antes de la crisis. En términos de crecimiento y bienestar social, se podría esperar del euro unas tasas de interés más bajas a largo plazo. Esto seguramente incrementaría el capital inversor y la productividad del mercado laboral. 
El euro reduciría los precios al consumo facilitando una comparación con otros países europeos. Debido a la volatilidad entre el euro y la corona, la anterior Ministra de Asuntos Exteriores Valgerður Sverrisdóttir consideró la idea de que Islandia adoptase en euro sin entrar en la Unión Europea.
Existen dos opiniones sobre la adopción del euro entre los islandeses. El 11 de septiembre de 2007 se hizo pública una encuesta en la que el 53 % de la población estaba a favor de la adopción del euro frente a un 37 % que se negaba y un 10% indeciso. Otra encuesta publicada por un periódico indicaba lo contrario, con un 56 % oponiéndose y un 44 % a favor.
En enero de 2008, la Cámara de Comercio islandesa realizó otra encuesta en la que un 63% estaba a favor de abandonar la corona islandesa por otra divisa. Además, algunas empresas en Islandia como Ossur han empezado a pagar a sus empleados en euros o dólares, debido a la alta inflación y volatilidad.
La crisis financiera de 2008 hizo que rápidamente se hicieran llamamientos para unirse a la eurozona. En enero de 2009, un alto cargo del gobierno manifestó que debido a la crisis la corona había muerto, por lo que necesitaban una nueva moneda, y la única opción más seria sería el euro.
En marzo de 2009, un informe del Ministro de Asuntos Exteriores, Össur Skarphédinsson, consideró tres opciones: mantener la corona, adoptar el euro sin entrar a la Unión Europea, o adoptar el euro formalizando la entrada en la Unión Europea. El informe recomendaba la última opción.
Un estudio económico del impacto sobre la adopción del euro sentenció que la corona islandesa actúa como barrera para el intercambio internacional, y que entrar en la Unión Europea y adoptar el euro incrementaría los intercambios con Islandia en un 60 %. En julio de 2009, el Parlamento islandés votó apoyado con un estrecho margen iniciar las negociaciones para unirse a la UE.